# 高曼環境獎
高曼環境獎（英語：Goldman Environmental Prize）是表彰在基层为环保作出重大贡献的个人的獎項，有“绿色诺贝尔奖”之称。该奖每年由總部位於舊金山的高曼環境基金會（Goldman Environmental Foundation）頒發，分別頒發給六個地區（非洲、亞洲、歐洲、海島及海島國家、北美洲和中南美洲）的環保人士，獲獎者將得到20萬美元的獎金。
高曼環境獎由已故慈善家、高曼保險公司創辦者理查德·高曼與妻子蘿蔕·高曼（牛仔褲大亨李維·史特勞斯的繼承人）在1990年創立。侯選人由世界各地環保團體和個人秘密提名，獎項由國際評委會選出。得獎人參加為期10日在舊金山和華盛頓舉行的交流訪問、頒獎禮、新聞發布會，以及一連串政治、公共政策、金融和環保領袖會面。2020年因COVID-19疫情頒獎典禮改為線上舉辦。

## 環境獎得主

### 1990年
- 鮑伯·布朗（澳大利亞）
- 洛伊絲·吉布斯（英语：Lois Gibbs）（美國）
- 珍妮特·吉布森（英语：Janet Gibson）（伯利茲）
- 哈里森·恩岡·賴因（英语：Harrison Ngau Laing）（馬來西亞）
- 亞諾什·瓦爾加（英语：János Vargha）（匈牙利）
- 邁克爾·韋里克（英语：Michael Werikhe）（肯尼亞）

### 1991年
- 旺加里·馬塔伊（肯亞）
- Eha Kern、Roland Tiensuu（瑞典）
- 埃瓦里斯托·努古（英语：Evaristo Nugkuag）（秘魯）
- 黑田洋一（英语：Yoichi Kuroda）（日本）
- Samuel LaBudde（美國）
- Cath Wallace（新西蘭）

### 1992年
- Jeton Anjain（馬紹爾群島）
- Medha Patkar（印度）
- Wadja Egnankou（象牙海岸）
- Christine Jean（法國）
- Colleen McCrory（加拿大）
- Carlos Alberto Ricardo（巴西利亞）

### 1993年
- Margaret Jacobsohn、Garth Owen-Smith（納米比亞）
- 胡安·迈尔（哥倫比亞）
- 戴晴（中國）
- John Sinclair（澳大利亞）
- JoAnn Tall（美國）
- Sviatoslav Zabelin（俄羅斯）

### 1994年
- Matthew Coon Come（加拿大）
- Tuenjai Deetes（泰國）
- 萊拉·伊斯坎德（英语：Laila Iskander Kamel）（埃及）
- Luis Macas（厄瓜多爾）
- 赫法·舒克（英语：Heffa Schücking）（德國）
- Andrew Simmons（聖文森特和格林納丁斯）

### 1995年
- Aurora Castillo（美國）
- 崔冽（英语：Yul Choi）（韓國）
- 諾亞·義德翁（英语：Noah Idechong）（帕勞）
- Emma Must（英國）
- Ricardo Navarro（薩爾瓦多）
- 卡山偉華（尼日利亞）

### 1996年
- Ndyakira Amooti（烏干達）
- Bill Ballantine（新西蘭）
- 埃德溫·布斯蒂略斯（英语：Edwin Bustillos）（墨西哥）
- M.C. Mehta（印度）
- 瑪琳娜·席爾瓦（英语：Marina Silva）（巴西）
- Albena Simeonova（保加利亞）

### 1997年
- Nick Carter（贊比亞）
- Loir Botor Dingit（印度尼西亞）
- Alexander Nikitin（俄羅斯）
- Juan Pablo Orrego（智利）
- Fuiono Senio、Paul Alan Cox（西薩摩亞）
- Terri Swearingen（美國）

### 1998年
- Anna Giordano（意大利）
- Kory Johnson（美國）
- Berito Kuwaru'wa（哥倫比亞）
- Atherton Martin（多米尼克）
- Sven "Bobby" Peek（南非）
- 山下弘文（英语：Hirofumi Yamashita）（日本）

### 1999年
- Jacqui Katona、Yvonne Margarula（澳大利亞）
- Michal Kravcik（斯洛伐克）
- Bernard Martin（加拿大）
- 山繆爾·圭福（英语：Samuel Nguiffo）（喀麥隆）
- Jorge Varela（洪都拉斯）
- 卡索瓦（英语：Ka Hsaw Wa）（緬甸）

### 2000年
- Oral Ataniyazova（烏茲別克斯坦）
- Elias Diaz Peña、Oscar Rivas（巴拉圭）
- Vera Mischenko（俄羅斯）
- Rodolfo Montiel Flores（墨西哥）
- Alexander Peal（利比里亞）
- Nat Quansah（馬達加斯加）

### 2001年
- Jane Akre、Steve Wilson（美國）
- Yosepha Alomang（印度尼西亞）
- Giorgos Catsadorakis、Myrsini Malakou（希臘）
- 奧斯卡·奧利維拉（英语：Oscar Olivera）（玻利維亞）
- Eugène Rutagarama（盧旺達）
- 布魯諾·冯·佩特根（英语：Bruno Van Peteghem）（新喀里多尼亞）

### 2002年
- 彼薜·查恩斯諾（英语：Pisit Charnsnoh）（泰國）
- Sarah James & Jonathon Solomon（美國）
- 法蒂瑪·吉布雷爾（英语：Fatima Jibrell）（索馬里）
- Alexis Massol-González（波多黎各）
- Norma Kassi（加拿大）
- Jean La Rose（圭亞那）
- Jadwiga Lopata（波蘭）

### 2003年
- Julia Bonds（美國）
- Pedro Arrojo-Agudo（西班牙）
- Eileen Kampakuta Brown & Eileen Wani Wingfield（澳大利亞）
- Von Hernandez（菲律賓）
- Maria Elena Foronda Farro（秘魯）
- 奥第加‧奥第加（英语：Odigha Odigha）（尼日利亞）

### 2004年
- 魯道夫‧阿曼嘉埃特古（英语：Rudolf Amenga-Etego）（迦納）
- Rashida Bee、Champa Devi Shukla（印度）
- Libia Grueso（哥倫比亞）
- Manana Kochladze（格魯吉亞）
- Demetrio do Amaral de Carvalho（東帝汶）
- Margie Richard（美國）

### 2005年
- 伊西德羅·巴爾德內格羅·羅培茲（英语：Isidro Baldenegro López）（墨西哥）
- 凱莎·阿塔克漢諾瓦（英语：Kaisha Atakhanova）（哈薩克斯坦）
- Chavannes Jean-Baptiste（海地）
- 史蒂芬妮·丹妮爾·羅斯（英语：Stephanie Danielle Roth）（羅馬尼亞）
- 康乃爾·伊旺格（英语：Corneille Ewango）（剛果民主共和國）
- José Andrés Tamayo Cortez（洪都拉斯）

### 2006年
- Silas Kpanan’ Siakor（賴比瑞亞）
- 余曉剛（中國）
- 歐莉雅·梅蘭（英语：Olya Melen）（烏克蘭）
- 安娜·卡吉爾（英语：Anne Kajir）（巴布亞新幾內亞）
- Craig E. Williams（美國）
- Tarcisio Feitosa da Silva（巴西）

### 2007年
- Sophia Rabliauskas（加拿大）
- Hammerskjoeld Simwinga（贊比亞）
- Tsetsegee Munkhbayar（蒙古）
- 朱利奥·库苏里奇（英语：Julio Cusurichi）（秘魯）
- Willie Corduff（冰島）
- Orri Vigfússon（冰島）

### 2008
- Pablo Fajardo & Luis Yanza（厄瓜多爾）[9][10][11]
- 赫蘇斯·利昂·桑托斯（英语：Jesus Leon Santos）（墨西哥）
- Rosa Hilda Ramos（波多黎各）
- 費利西亞諾·多斯·桑托斯（英语：Feliciano dos Santos）（莫桑比克）
- Marina Rikhvanova（俄羅斯）
- 伊格納斯·紹普斯（英语：Ignace Schops）（比利時）

### 2009
- Maria Gunnoe、Bob White（美國）[12]
- Marc Ona（加蓬）
- 瑞茲瓦納·哈桑（英语：Rizwana Hasan）（孟加拉國）
- 奥尔佳·斯佩兰斯卡娅（英语：Olga Speranskaya）（俄羅斯）
- Yuyun Ismawati(印度尼西亞）
- Wanze Eduards、Hugo Jabini（蘇里南）

### 2010
- Thuli Brilliance Makama（史瓦濟蘭）[13]
- 圖伊·塞雷瓦納（英语：Tuy Sereivathana）（柬埔寨）
- Małgorzata Górska（波蘭）
- 溫貝托·里歐斯·拉布拉達（英语：Humberto Ríos Labrada）（古巴）
- Lynn Henning（美國）
- 藍道爾·阿勞茲（英语：Randall Arauz）（哥斯達黎加）

### 2011
- Raoul du Toit（津巴布韋）[14]
- Dmitry Lisitsyn（俄羅斯）
- Ursula Sladek（德國）
- Prigi Arisandi（印度尼西亞）
- Hilton Kelley（美國）
- Francisco Pineda（薩爾瓦多）

### 2012
- Ikal Angelei（肯尼亞）[15]
- 馬軍（中國）[16]
- Yevgeniya Chirikova（俄羅斯） [17]
- Edwin Gariguez（菲律宾）[18]
- Caroline Cannon（美國）[19]
- Sofia Gatica（阿根廷）[20]

### 2013
- 阿扎姆·亞華許（英语：Azzam Alwash）（伊拉克）[21]
- Aleta Baun（印度尼西亞）[22]
- Jonathan Deal（南非）[23]
- Rossano Ercolini（意大利）  [24]
- Nohra Padilla（哥倫比亞） [25]
- Kimberly Wasserman（美國） [26]

### 2014
- Desmond D'Sa（南非） [27]
- Ramesh Agrawal（印度） [28]
- 蘇蘭·加扎良（俄羅斯） [29]
- Rudi Putra（印度尼西亞） [30]
- Helen Slottje（美國） [31]
- Ruth Buendia（秘魯） [32]

### 2015
- Myint Zaw（緬甸） [33]
- Marilyn Baptiste（加拿大） [34]
- Jean Wiener（海地） [35]
- Phyllis Omido（肯尼亞）[36]
- Howard Wood（蘇格蘭） [37]
- 貝爾塔·卡塞雷斯（英语：Berta Cáceres）（洪都拉斯） [38]

### 2016
- Máxima Acuña（秘魯） [39]
- 苏珊娜·查普托娃（斯洛伐克） [40]

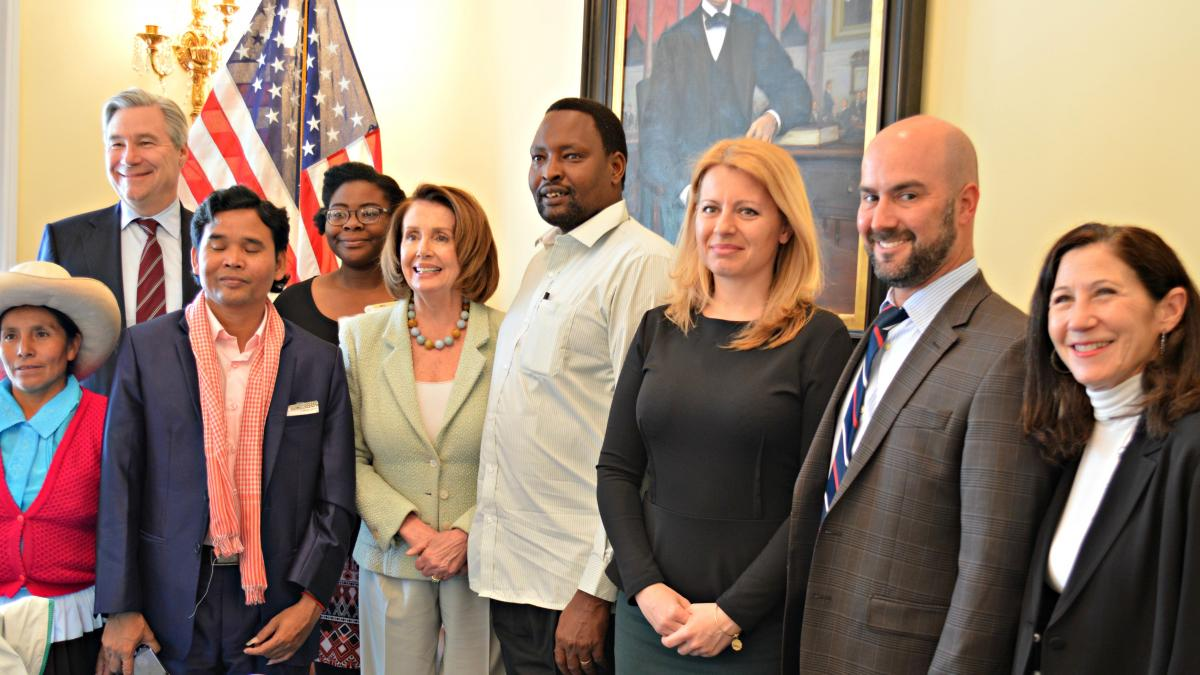
美國眾議院議長南希·佩洛西與2016年的六位高曼環境獎得主合影

- Luis Jorge Rivera Herrera（波多黎各）[41]
- Edward Loure（坦桑尼亞）[42]
- Leng Ouch（柬埔寨） [43]
- Destiny Watford（美國） [44]

### 2017
- Wendy Bowman（澳大利亞）[45]
- 羅德里格·穆加魯卡·卡滕博（英语：Rodrigue Mugaruka Katembo）（剛果民主共和國）[46][47]
- mark! Lopez（美國）[48]
- Uroš Macerl（斯洛文尼亞）[49]
- Prafulla Samantara（印度）[50][51]
- Rodrigo Tot（危地馬拉）[52]

### 2018
- 曼尼·卡隆佐（英语：Manny Calonzo）（菲律賓）
- 弗朗西亚·马尔克斯（英语：Francia Márquez）（哥倫比亞）
- 危氏卿（英语：Nguy Thi Khanh）（越南）
- 莉安·沃爾特斯（英语：LeeAnne Walters）（美國）
- 馬科馬·萊卡拉卡拉（英语：Makoma Lekalakala）、麗茲·麥克戴（英语：Liz McDaid）（南非）
- 克萊兒·諾維安（英语：Claire Nouvian）（法國）[53]

### 2019
- Bayarjargal Agvaantseren（蒙古）
- 阿尔弗雷德·布朗奈尔（英语：Alfred Brownell）（利比里亞）
- 阿爾博特·庫拉米爾（英语：Alberto Curamil）（智利）
- 賈桂琳·埃文斯（英语：Jacqueline Evans（conservationist））（庫克群島）
- 琳達·加西亞（英语：Linda Garcia）（美国）
- Ana Colovic Lesoska（北馬其頓）[2][54]

### 2020
- 奇贝泽-埃塞克尔（英语：Chibeze Ezekiel）（迦納）
- Kristal Ambrose（巴哈馬）
- 雷迪·佩奇（墨西哥）
- 露西·平森（英语：Lucie Pinson）（法國）
- 内蒙特·内奎莫（英语：Nemonte Nenquimo）（厄瓜多）
- 帕盛妥（緬甸）[55]

## 外部連結
- 高曼環境獎網站 （页面存档备份，存于）
- Anti-logging activist wins award （页面存档备份，存于）
- Grist Magazine interviews the winners: 2003 （页面存档备份，存于）, 2004 （页面存档备份，存于）, 2005 （页面存档备份，存于）, 2006 （页面存档备份，存于）,
- 古德曼環保獎 六人獲殊榮[永久]
- 環保金人獎 （页面存档备份，存于）